# SQL/JRT
SQL/JRT (SQL Routines and Types for the Java Programming Language) — расширение языка SQL, принятое в стандарте SQL:1999. Обеспечивает возможность вызова из SQL-кода статических методов языка программирования Java в качестве хранимых процедуры и использование классов Java в качестве структурированных типов.
Две части расширения первоначально произошли из ранних частей 1 и 2 стандарта SQLJ Американского национального института стандартов (часть 0 этого стандарта позднее стандартизирована ISO в виде расширения SQL/OLB).
Пример определения и последующего вызова java-функции (из руководства HSQLDB):
```
CREATE
 
FUNCTION
 
sinh
(
v
 
DOUBLE
)
 
RETURNS
 
DOUBLE

  
LANGUAGE
 
JAVA
 
DETERMINISTIC
 
NO
 
SQL

  
EXTERNAL
 
NAME
 
'CLASSPATH:java.lang.Math.sinh'

SELECT
 
sinh
(
doublecolumn
)
 
FROM
 
mytable

```

SQL/JRT также позволяет коду Java динамически генерировать таблицы, используя объект java.sql.ResultSet. Итоговые наборы данных возвращаются сконвертированными в форматы, соответствующие реляционным таблицам или представлениям, и могут быть использованы везде, где используются таблицы или представления.
Среди СУБД, с поддержкой хранимых процедур по стандарту SQL/JRT — HSQLDB, Oracle Database (процедуры выполняются в Aurora JVM, реализованной в версии 8i в 1999 году, позднее переименованную в Oracle JVM), IBM DB2 (с 1998 года, но требуется внешняя JVM).